# Pakistanische Cricket-Nationalmannschaft gegen Afghanistan in der Saison 2023
Die Tour der pakistanischen Cricket-Nationalmannschaft gegen Afghanistan in der Saison 2023 fand vom 22. bis zum 26. August 2023 in Sri Lanka statt. Die internationale Cricket-Tour war Bestandteil der Internationalen Cricket-Saison 2023 und umfasste drei ODIs. Pakistan gewann die Serie 3–0.

## Vorgeschichte
Afghanistan spielte zuvor eine Tour in Bangladesch und Pakistan in Sri Lanka. Die Tour war eine Vorbereitung für beiden Mannschaften für die kommende Asia Cup 2023. Das letzte Aufeinandertreffen der beiden Mannschaften bei einer Tour fand in der Saison 2022/23 in den Vereinigten Arabischen Emiraten statt. 

## Stadion
Die folgende Stadien wurden für die Tour als Austragungsorte vorgesehen.
| Stadion                                 | Stadt      | Kapazität | Spiele      |
| --------------------------------------- | ---------- | --------- | ----------- |
| Mahinda Rajapaksa International Stadium | Hambantota | 35.000    | 1. & 2. ODI |
| R. Premadasa Stadium (RPS)              | Colombo    | 35.000    | 3. ODI      |

## Kaderlisten
Afghanistan benannte seinen Kader am 6. August 2023. Pakistan benannte seinen Kader am 9. August 2023.
| ODI | ODI |
| Afghanistan | Pakistan |
| --- | --- |
| - Hashmatullah Shahidi (K) - Abdul Rahman - Azmatullah Omarzai - Fazalhaq Farooqi - Ibrahim Zadran - Ikram Alikhil (wk) - Mujeeb Ur Rahman - Mohammad Nabi - Mohammad Saleem - Najibullah Zadran - Noor Ahmad - Rahmanullah Gurbaz (wk) - Rahmat Shah - Rashid Khan - Riaz Hassan - Shahidullah - Wafadar Momand | - Babar Azam (K) - Shadab Khan (VK) - Abdullah Shafique - Faheem Ashraf - Fakhar Zaman - Haris Rauf - Iftikhar Ahmed - Imam-ul-Haq - Mohammad Haris (wk) - Mohammad Nawaz - Mohammad Rizwan (wk) - Mohammad Wasim - Naseem Shah - Salman Ali Agha - Saud Shakeel - Shaheen Afridi - Tayyab Tahir - Usama Mir |

## One-Day Internationals

### Erstes ODI in Hambantota
| 22. August Scorecard | Hambantota | Pakistan 201 (47.1)           | – | Afghanistan 59 (19.2) |
|                      |            | Pakistan gewinnt mit 142 Runs |   |                       |

Pakistan gewann den Münzwurf und entschied sich als Schlagmannschaft zu beginnen. Als Spieler des Spiels wurde Haris Rauf ausgezeichnet.

### Zweites ODI in Hambantota
| 24. August Scorecard | Hambantota | Afghanistan 300-5 (50)        | – | Pakistan 302-9 (49.5) |
|                      |            | Pakistan gewinnt mit 1 Wicket |   |                       |

Afghanistan gewann den Münzwurf und entschied sich als Schlagmannschaft zu beginnen. Als Spieler des Spiels wurde Shadab Khan ausgezeichnet.

### Drittes ODI in Colombo
| 26. August Scorecard | Colombo (RPS) | Pakistan 268-8 (50)          | – | Afghanistan 209 (48.4) |
|                      |               | Pakistan gewinnt mit 59 Runs |   |                        |

Pakistan gewann den Münzwurf und entschied sich als Schlagmannschaft zu beginnen. Als Spieler des Spiels wurde Mohammad Rizwan ausgezeichnet.

## Auszeichnungen

### Player of the Series
Als Player of the Series wurde der folgende Spieler ausgezeichnet.
| Serie | Player of the Series |
| ----- | -------------------- |
| ODI   | Imam-ul-Haq          |

### Player of the Match
Als Player of the Match wurden die folgenden Spieler ausgezeichnet.
| Spiel  | Player of the Match |
| ------ | ------------------- |
| 1. ODI | Haris Rauf          |
| 2. ODI | Shadab Khan         |
| 3. ODI | Mohammad Rizwan     |